# KOI8-R
KOI8-R es una codificación de caracteres de 8 bits, diseñado para el idioma ruso, para el uso del alfabeto cirílico. También sirve para el idioma búlgaro. Una derivación de esta codificación es el KOI8-U, el cual agrega caracteres para el idioma ucraniano. La codificación original KOI-8 fue diseñado por las autoridades de la Unión Soviética en 1974.
KOI8 sigue siendo más utilizado que la norma ISO 8859-5, la cual realmente no se utiliza. Otra codificación de caracteres cirílicos es el Windows-1251. Una forma de representar caracteres cirílicos junto con otros caracteres no latinos es Unicode.
En ruso, KOI8 es el acrónimo de Kod Obmena Informatsiey, 8 bit (en caracteres cirílicos: Код Обмена Информацией, 8 бит) el cual en español significa "código para el intercambio de información, 8 bits".
Los conjuntos de caracteres KOI8 tiene la propiedad de que las letras cirílicas rusas están en un orden pseudo-romano en lugar del orden natural del alfabeto cirílico como en la norma ISO 8859-5. A pesar de que esto no se ve natural, tiene una propiedad muy útil la cual es que cuando se elimina el 8.º bit, el texto se vuelve parcialmente legible en ASCII y puede convertirse sintácticamente en forma correcta al KOI7. Por ejemplo, Русский Текст en KOI8-R ,si se elimina el 8.º bit, se convierte en rUSSKIJ tEKST ("Texto ruso"); cuando se quiere interprear la cadena ASCII rUSSKIJ tEKST como KOI7 resulta Русский Текст.
| KOI8-R | KOI8-R                | KOI8-R                | KOI8-R                | KOI8-R                | KOI8-R                | KOI8-R                | KOI8-R                | KOI8-R                | KOI8-R                | KOI8-R                | KOI8-R                | KOI8-R                | KOI8-R                | KOI8-R                | KOI8-R                | KOI8-R                |
|        | x0                    | x1                    | x2                    | x3                    | x4                    | x5                    | x6                    | x7                    | x8                    | x9                    | xA                    | xB                    | xC                    | xD                    | xE                    | xF                    |
| ------ | --------------------- | --------------------- | --------------------- | --------------------- | --------------------- | --------------------- | --------------------- | --------------------- | --------------------- | --------------------- | --------------------- | --------------------- | --------------------- | --------------------- | --------------------- | --------------------- |
| 0x     | Caracteres de control | Caracteres de control | Caracteres de control | Caracteres de control | Caracteres de control | Caracteres de control | Caracteres de control | Caracteres de control | Caracteres de control | Caracteres de control | Caracteres de control | Caracteres de control | Caracteres de control | Caracteres de control | Caracteres de control | Caracteres de control |
| 1x     | Caracteres de control | Caracteres de control | Caracteres de control | Caracteres de control | Caracteres de control | Caracteres de control | Caracteres de control | Caracteres de control | Caracteres de control | Caracteres de control | Caracteres de control | Caracteres de control | Caracteres de control | Caracteres de control | Caracteres de control | Caracteres de control |
| 2x     | SP                    | !                     | "                     | #                     | $                     | %                     | &                     | '                     | (                     | )                     | *                     | +                     | ,                     | -                     | .                     | /                     |
| 3x     | 0                     | 1                     | 2                     | 3                     | 4                     | 5                     | 6                     | 7                     | 8                     | 9                     | :                     | ;                     | <                     | =                     | >                     | ?                     |
| 4x     | @                     | A                     | B                     | C                     | D                     | E                     | F                     | G                     | H                     | I                     | J                     | K                     | L                     | M                     | N                     | O                     |
| 5x     | P                     | Q                     | R                     | S                     | T                     | U                     | V                     | W                     | X                     | Y                     | Z                     | [                     | \                     | ]                     | ^                     | _                     |
| 6x     | `                     | a                     | b                     | c                     | d                     | e                     | f                     | g                     | h                     | i                     | j                     | k                     | l                     | m                     | n                     | o                     |
| 7x     | p                     | q                     | r                     | s                     | t                     | u                     | v                     | w                     | x                     | y                     | z                     | {                     | \|                    | }                     | ~                     |                       |
| 8x     | ─                     | │                     | ┌                     | ┐                     | └                     | ┘                     | ├                     | ┤                     | ┬                     | ┴                     | ┼                     | ▀                     | ▄                     | █                     | ▌                     | ▐                     |
| 9x     | ░                     | ▒                     | ▓                     | ⌠                     | ■                     | ∙                     | √                     | ≈                     | ≤                     | ≥                     | NBSP                  | ⌡                     | °                     | ²                     | ·                     | ÷                     |
| Ax     | ═                     | ║                     | ╒                     | ё                     | ╓                     | ╔                     | ╕                     | ╖                     | ╗                     | ╘                     | ╙                     | ╚                     | ╛                     | ╜                     | ╝                     | ╞                     |
| Bx     | ╟                     | ╠                     | ╡                     | Ё                     | ╢                     | ╣                     | ╤                     | ╥                     | ╦                     | ╧                     | ╨                     | ╩                     | ╪                     | ╫                     | ╬                     | ©                     |
| Cx     | ю                     | а                     | б                     | ц                     | д                     | е                     | ф                     | г                     | х                     | и                     | й                     | к                     | л                     | м                     | н                     | о                     |
| Dx     | п                     | я                     | р                     | с                     | т                     | у                     | ж                     | в                     | ь                     | ы                     | з                     | ш                     | э                     | щ                     | ч                     | ъ                     |
| Ex     | Ю                     | А                     | Б                     | Ц                     | Д                     | Е                     | Ф                     | Г                     | Х                     | И                     | Й                     | К                     | Л                     | М                     | Н                     | О                     |
| Fx     | П                     | Я                     | Р                     | С                     | Т                     | У                     | Ж                     | В                     | Ь                     | Ы                     | З                     | Ш                     | Э                     | Щ                     | Ч                     | Ъ                     |